# Särkiluoto (ö i Finland, Norra Österbotten)
Särkiluoto är en ö i Finland. Den ligger i sjön Vuohtajärvi och i kommunen Reisjärvi i den ekonomiska regionen  Nivala-Haapajärvi ekonomiska region  och landskapet Norra Österbotten, i den centrala delen av landet, 400 km norr om huvudstaden Helsingfors. Öns area är 0,4 hektar och dess största längd är 110 meter i sydöst-nordvästlig riktning.